# Signe Hornborg

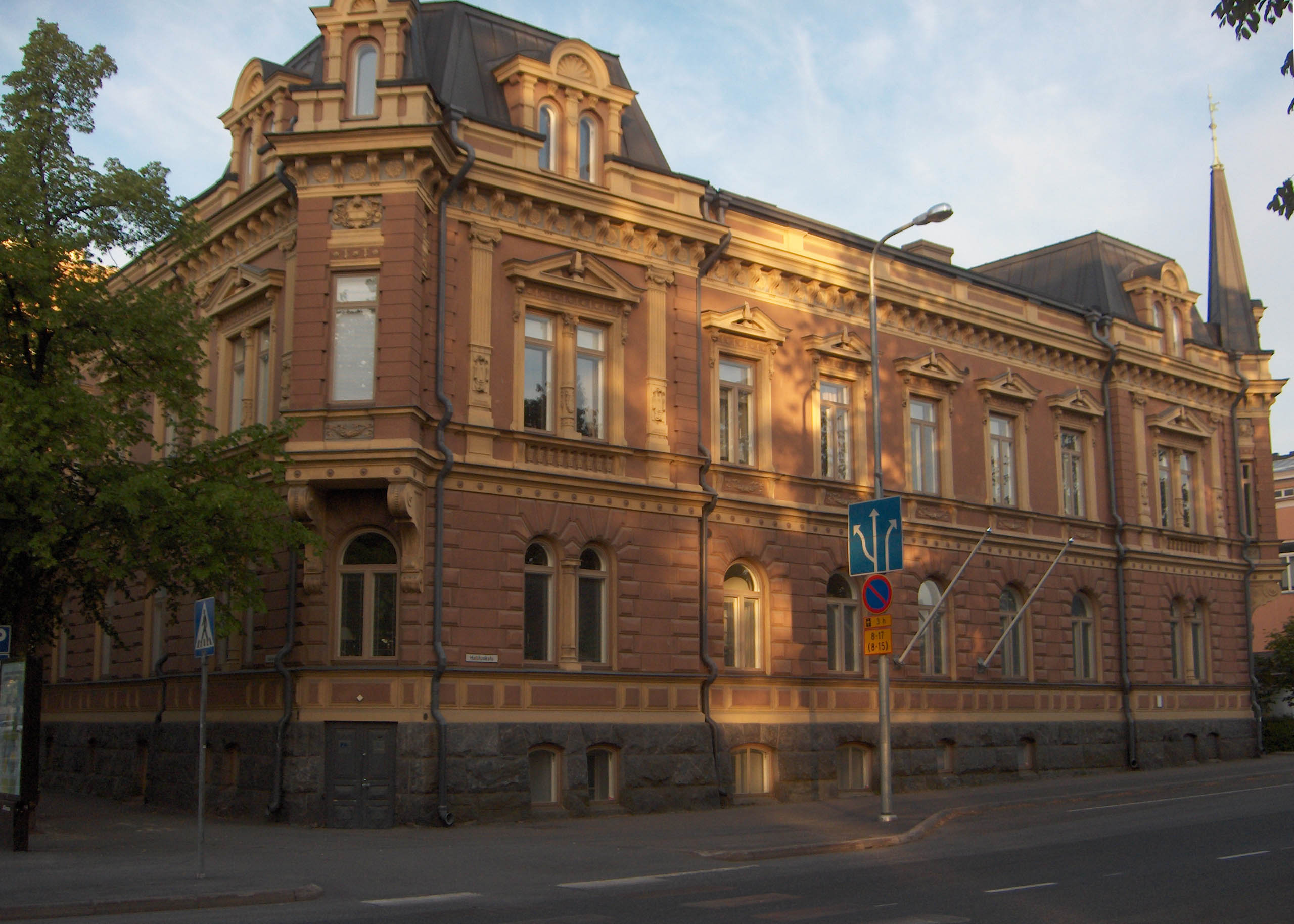
Signe Hornborg: Signelinna in Pori (1892)

Signe Ida Katarina Hornborg (* 8. November 1862 in Turku; † 6. Dezember 1916 in Helsinki) war eine finnische Architektin. Wahrscheinlich war sie die erste akkreditierte Architektin der Welt. 

## Leben und Werk
Hornborg besuchte seit dem Frühjahr 1887 die Hochschule für Kunst und Design Helsinki und die Technische Universität Helsinki und schloss im Jahre 1890 mit einer „Sondergenehmigung“ ihre Ausbildung als Architektin ab. Sie arbeitete zuerst für das Büro von Lars Sonck. Einer ihre bedeutenden Bauten war Signelinna (auch bekannt als Newanderin talo oder Newander-Haus) in Pori (1892). Im Jahr 1897 entwarf sie (nur) die Fassade des Sepänkatu-Apartmenthauses in Helsinki, da es in dem „männlichen“ Berufsstand zu jener Zeit nicht als „richtig“ erachtet wurde, dass Frauen ganze Häuser entwarfen.
Signe Hornborg starb zur Zeit des Ersten Weltkriegs Anfang Dezember 1916 im Alter von 54 Jahren in Helsinki.